# Kamienica przy ulicy Kornela Ujejskiego 7 w Krakowie
Kamienica przy ulicy Kornela Ujejskiego 7 – zabytkowa kamienica znajdująca się w Krakowie, w dzielnicy VII przy ul. Kornela Ujejskiego, na Półwsiu Zwierzynieckim.
Kamienica została wzniesiona w latach 1933–1934, według projektu architekta Stanisława Juszczyka.
Budynek znajduje się w gminnej ewidencji zabytków.